# Из прошлости
Из прошлости (енгл. Out of the past) је амерички ноар филм из 1947. у режији Жака Турнера, а главне улоге играју Роберт Мичам, Џејн Грир и Кирк Даглас. Темељи се на роману Build My Gallows High Денијела Мејнворинга, који је такође написао и сценарио. Протагонист, кога тумачи Роберт Мичам, је бивши приватни детектив који под новим именом покушава започети нови живот у малом граду, али који упркос томе поново буде упетљан у "проблематичне" послове везане за његову прошлост. Радња, делимично приказана кроз флешбекове, приказује како га је гангстерски бос (чији лик тумачи Кирк Даглас), ангажовао да пронађе његову девојку (коју тумачи Џејн Грир).
Филмски историчари овај филм сматрају изванредним примером ноар филма, због његове замршене приче, мрачне атмосфере и класичног примера фаталне жене.

## Улоге
| Глумац            | Улога        |
| ----------------- | ------------ |
| Роберт Мичам      | Џеф Бејли    |
| Џејн Грир         | Кети Мофет   |
| Кирк Даглас       | Вит Стерлинг |
| Ронда Флеминг     | Мета Карсон  |
| Ричард Веб        | Џим          |
| Стив Броуди       | Џек Фишер    |
| Вирџинија Хјустон | Ен Милер     |
| Пол Валентајн     | Џо Стефанос  |
| Дики Мур          | Кид          |